# Björk
Björk Guðmundsdóttir (pronunciación en islandés: /pjœr̥k ˈkvʏðmʏntsˌtouʰtɪr̥/ (escucharⓘ); Reikiavik, 21 de noviembre de 1965), conocida como Björk, es una cantante, compositora de canciones, actriz, escritora, DJ y productora islandesa. Es reconocida por hacer música experimental, alternativa y vanguardista con la cual ha obtenido gran reconocimiento a nivel internacional, tanto de crítica como de público. Varios de sus álbumes han alcanzado el top 100 en la lista Billboard 200: el más reciente es Fossora (2022).
Björk ha logrado que 41 de sus sencillos lleguen a los primeros 30 en listas musicales de todo el mundo, también ha posicionado 22 éxitos en el top 20 en el Reino Unido, incluidos algunos de sus mayores éxitos como «It's Oh So Quiet», «Army of Me» e «Hyper-ballad». Björk ha vendido más de 20 millones de álbumes en todo el mundo, siendo una de las cantantes alternativas con más álbumes vendidos de todos los tiempos. En ese mismo año respectivamente Björk fue incluida en la lista de los 100 artistas más influyentes del siglo. Así mismo, también fue incluida por la revista Rolling Stone como una de las cantantes y compositoras más influyentes de la época actual, incluyendo su presencia en la lista de los 200 artistas más influyentes de los últimos 25 años por Pitchfork en 2021. Björk también ha sido nominada 16 veces a los Premios Grammy desde el año 1994 al 2022.
Björk no solo incorpora ritmos poco convencionales en el pop, sino que también juega con las expectativas métricas de su audiencia a través de técnicas como el "shift métrico" (cambio métrico) y el uso de la hipermetría, creando efectos que alteran la sensación de ritmo y que reflejan un enfoque compositivo similar al de la música clásica y experimental. 
Pasó sus primeros años en Reikiavik Islandia, donde se convirtió en vocalista profesional a los doce años al publicar su primer álbum, Björk. El álbum tuvo éxito en Islandia, pero no fue publicado fuera del país. Tras haber formado algunas bandas post-punk, Björk saltó a la fama como una de las cantantes principales del grupo de rock alternativo The Sugarcubes, manteniendo un seguimiento de culto en Estados Unidos y Reino Unido. Tras la desintegración del grupo, Björk se mudó a Londres, donde comenzó una carrera en solitario.
Debut, su segundo álbum, lanzado en 1993, no solo estableció su nueva dirección artística, sino que también se convirtió en un éxito internacional. Debut Tour fue su primera gira internacional, en 1993-1994. Siguió lanzando una serie de álbumes en los que adoptó diversos géneros musicales, desde el jazz hasta la electrónica y la música experimental, recibió aclamación de la crítica y siguió trabajando con importantes diseñadores de moda, productores y fotógrafos. Sus videos musicales, dirigidos por reconocidos directores como Michel Gondry, también han sido aclamados por la crítica. Sus mayores éxitos incluyen temas como «It's Oh So Quiet», «Human Behaviour», «Hyper-ballad», «Army of Me», «Violently Happy», «Big Time Sensuality», «Pagan Poetry», «Hidden Place» y «Bachelorette».
Björk protagonizó la película Dancer in the Dark (2000), de Lars von Trier, la cual ganó la Palma de Oro en el Festival de Cannes. Su interpretación le valió el premio a la mejor actriz de dicho festival y una nominación al Globo de Oro a la mejor actriz. Sin embargo, decidió no volver a actuar, optando por centrarse exclusivamente en la música.
Su disco Biophilia se convirtió en el primer álbum de la historia en ser lanzado en formato app-album, el cual es un eBook con objetos 3D interactivos, películas, animaciones y diagramas basado en datos científicos reales, con imágenes de la NASA, la Agencia Espacial Europea y la Agencia Japonesa de Exploración Aeroespacial.
En 2011 se hizo oficial que la cantante había vendido más 40 millones de álbumes en todo el mundo con sus primeros 6 álbumes de estudio, convirtiéndose en la cantante alternativa con más álbumes vendidos en la historia. Ha ganado cuatro Premios Brit, cuatro MTV Video Music Awards, un premio MOJO, tres UK Music Video Awards y, en 2010, el Premio de Música Polar de la Real Academia Sueca de Música en reconocimiento por su "música y letras profundamente personales, sus arreglos precisos y su voz única". En 2001, Björk recibió la Orden Nacional del Mérito francesa. Además, ha sido nominada a un Premio Óscar y Globo de Oro a la mejor canción original. Ocupó el puesto veintinueve en "Las 100 mujeres más grandes en la música" de VH1, el octavo lugar en "22 mejores voces de la música" de MTV, y el sexagésimo puesto de las "100 más grandes cantantes de todos los tiempos" de la revista Rolling Stone. En agosto del 2016, Björk anunció un espectáculo adicional (en el Hammersmith Apollo, el 24 de septiembre de 2016) a su presentación, el 21 de septiembre de ese año, en el Royal Albert Hall, en Londres.
Considerada como una de las figuras más importantes en la música contemporánea, Björk es conocida por su música ecléctica, videos provocadores, estilo vanguardista y sentido de la moda extravagante. Cada uno de sus álbumes incluye una estética y mensaje propios y únicos, y su voz ha sido elogiada por su habilidad para el scat, estilo vocal único y entrega.

## Datos biográficos

### Primeros años e influencias
Björk nació en el barrio de Oslin, en Reikiavik, Islandia. Su madre Hildur Rúna Hauksdóttir, fue una conocida ecologista en su país, y su padre, Guðmundur Gunnarsson, es electricista. Sus padres se separaron cuando Björk tenía dos años. Su padrastro, Sævar Árnason, guitarrista del grupo local Pops y conocido como «el Eric Clapton islandés», la alentó a estudiar música y a componer.[cita requerida]
A la edad de tres años empezó a cantar piezas del musical The Sound of Music (conocido entre el público hispanohablante como Sonrisas y lágrimas y La novicia rebelde).[cita requerida]
Tras el nacimiento de su hermano Árnar (Björk tiene seis hermanos, tres de ellos varones), la familia se mudó a Breiðholt, en las afueras de Reikiavik, para llevar un estilo de vida hippie.[cita requerida]
Desde pequeña Björk mostró un fuerte interés por las ciencias naturales y la física, coleccionaba insectos, y sus ídolos eran Albert Einstein y el antropólogo británico David Attenborough.[cita requerida]
Su infancia estuvo expuesta a las influencias de diferentes estilos musicales como el rock de Jimi Hendrix, Janis Joplin y Eric Clapton, por parte de su padrastro, así como Simon & Garfunkel, por parte de Hildur, y la música clásica y el jazz por parte de sus abuelos. Cumplidos los cinco años ingresó en el conservatorio, graduándose a los 15 como pianista clásica.[cita requerida]
En Islandia, un país donde primaban los rasgos nórdicos, Björk destacaba por sus facciones, que se asemejaban a las asiáticas y por las que sus compañeros de escuela la etiquetaban de «china». La otredad que sus compatriotas advertían en ella la acompañaría hasta sus primeros años de carrera.
A los nueve años estuvo interesada en el dúo estadounidense Sparks, cuyo disco Kimono My House, junto al álbum Sgt. Pepper's Lonely Hearts Club Band, de los Beatles, fueron sus primeras adquisiciones discográficas. Para este momento también demostró interés por los hermanos Johnny y Edgar Winter así como en Yoko Ono.[cita requerida]

### Su primer álbum
Su carrera musical comenzó a la edad de once años cuando en una fiesta escolar interpretó la canción de I Love To Love y uno de sus instructores envió la grabación a Radio One, una emisora de radio de Islandia. La grabación se transmitió por todo el país; al escucharla, un representante de la compañía discográfica Skífan se puso en contacto con los padres de Björk, pero al ver que la compañía no ofrecía las garantías deseadas, firmaron con Fálkinn.[cita requerida]
Con la ayuda de su padrastro en la guitarra y al lado de Björgvin Gíslason, Pálmi Gunnarson en el bajo y Sigurdur Karlsson en la batería, grabó en 1977 su primer álbum, llamado escuetamente Björk, el cual contenía una selección de versiones en islandés de canciones de artistas como los Beatles y Stevie Wonder, además de temas de canto y música. Al salir a disgusto con la discográfica decidió romper el contrato y comprar un piano de cola, alejándose temporalmente de la escena musical.[cita requerida]

### Las primeras bandas
La música punk empezó a tener influencia sobre Björk; a los catorce años creó una banda de punk íntegramente femenina con el nombre de Spit and Snot, un precedente de la ideología riot grrl, pero más independiente. «¡Teníamos canciones de verdad! Y estábamos muy cansadas de las feministas negativas que siempre se estaban compadeciendo y lamentándose».[cita requerida]
En Spit and Snot, Björk ocupó el lugar de la batería. Brevemente le siguió una banda de jazz fusión llamada Exodus en 1979, en la que se encontraban Ásgeir Sæmundsson y Þorvaldur Þorvalsson, con quienes logró una grabación casera y una aparición en la televisión islandesa. El tipo de música de Exodus era básicamente punk con elementos pop. La banda que le siguió fue Jam-80, pero su duración fue muy breve, ya que fue su única presentación. En 1980, a la edad de quince años, se graduó de la escuela de música como pianista clásica, siendo la única alumna en completar el curso de 10 años.[cita requerida]
En 1981, junto al exbajista de Exodus Jakob Magnússon, formó otra banda, Tappi Tíkarrass. Lanzaron un álbum en 1982 con el título de Bítið Fast Í Vítið. Su álbum Miranda se lanzó en 1983.[cita requerida]
El grupo desarrolló un estilo after-punk con referencias a Siouxsie And The Banshees y a la primera etapa de The Cure.[cita requerida]
Björk ingresó a otra banda en 1983. Después de componer y ensayar durante dos semanas, se presentaron con el nombre de KUKL (hechicero, en islandés). Aunque el estilo de KUKL era de un tipo de rock gótico oscuro con el estilo de Killing Joke y referencias vanguardistas del after-punk de The Fall. Björk lo definió más tarde, no sin humor, como «jazz-punk-hardcore existencial».[cita requerida]
Mientras realizaban una gira en Islandia se presentaron con la banda británica Crass, y visitaron posteriormente el Reino Unido en una serie de presentaciones con Flux of Pinks Indians.[cita requerida]
Para ese momento Björk había estado saliendo con el guitarrista Þór Eldon Jónsson y estaba embarazada, por lo que el ajetreado estilo de vida de KUKL se convirtió en una tarea muy intensa.[cita requerida]
La banda se separó y Björk acompañó a Gulli Óttarsson y se presentaban con el nombre de The Elgar Sisters, adoptado en honor del compositor clásico Edward Elgar.
Grabaron 11 canciones para un álbum, pero este quedó en la nada. Mientras tanto, en el verano boreal de 1986 varios miembros de KUKL dieron lugar a la formación de The Sugarcubes, con la excepción de Óttarsson.[cita requerida]

### The Sugarcubes (1986-1992)

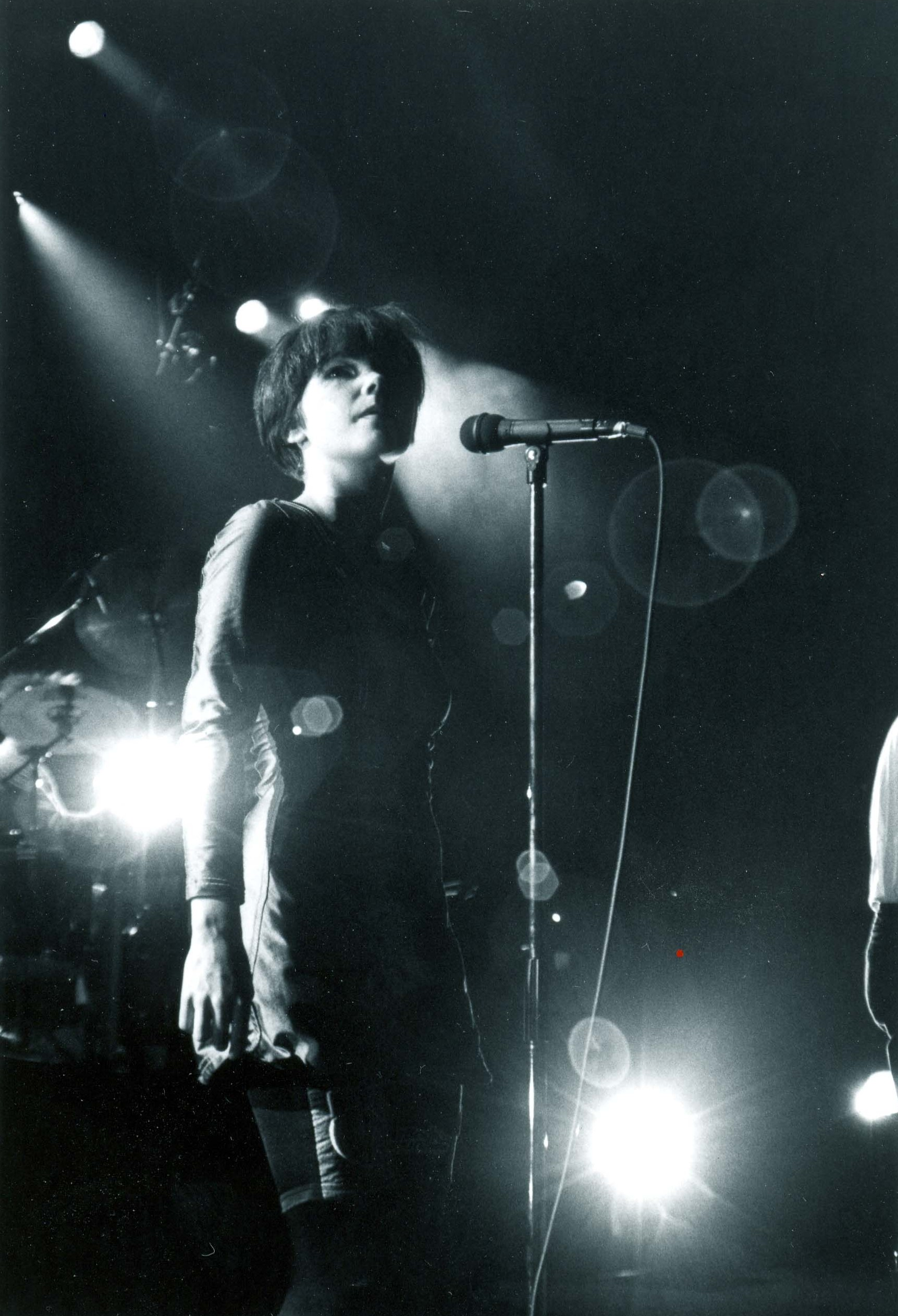
Björk cantando en Japón junto a los Sugarcubes, en sus inicios.

El 8 de junio de 1986 Björk dio a luz a Sindri Eldon Þórsson, fecha que también fue el nacimiento oficial del grupo Sykurmolarnir, nombre que finalmente se tradujo a su equivalente en inglés: The Sugarcubes (Los Terrones de Azúcar). Para ese momento Einar Örn y Þór Eldon estaban al frente de una nueva organización llamada Smekkleysa, oicialmente conocida como Bad Taste, un sello discográfico contracultural que fomentaba el trabajo artístico de jóvenes islandeses. Poco después del nacimiento de Sindri, Björk actuó en la película The Juniper Tree (1987), y dos años más tarde Björk y Þór se separaron, aunque siguieron siendo amigos.[cita requerida]
En 1987 participó también en Glerbrot, una obra de Matthias Johannsen para la televisión islandesa, donde interpretó a una adolescente conflictiva. Para el mismo año, la hermana de Björk, Inga Hrönn, participó en la banda de new wave Blatt Afram, que solamente grabó dos canciones en su único álbum en formato casete, lanzado con el nombre de Snarl 2.[cita requerida]
El primer sencillo de los Sugarcubes, Ammæli (Birthday, en su versión al inglés), se convirtió en un gran éxito en el Reino Unido, dejando una buena impresión con el surrealismo expresado con la letra y el extravagante concepto sonoro general.[cita requerida]
Melodie Maker fue el medio más entusiasta, y  Birthday fue nombrado el sencillo de la semana y recibió comentarios halagadores por su arquitectura sonora. Otros medios también presentaron a los Sugarcubes en portada, como New Musical Express y la desaparecida Sounds.[cita requerida]
La suerte de los Sugarcubes empezó a decaer cuando en 1989 lanzaron su segundo álbum llamado Here Today, Tomorrow, Next Week!, título que proviene de una frase del libro El viento en los sauces, de Kenneth Graeme.[cita requerida]
Mientras que el éxito de los Sugarcubes iba decayendo, Björk participó en otros proyectos: con el nombre de Betula Jónasson tocó el clarinete en Hljómsveit Konráðs B (La Banda de Konráð B, en islandés), grupo derivado de Caviare, el dúo de Siggi Baldursson y Magga Örnólfsdóttir.
En 1990 grabó Gling-Gló, una colección de jazz popular y trabajo original con el grupo de música bebop que se dio a conocer como Björk Guðmundsdóttir & Tríó Guðmundar Ingólfssonar, lanzado en Islandia.[cita requerida]
El grupo se desvaneció poco después del lanzamiento del álbum, al fallecer de cáncer el pianista Guðmundur Ingólfsson; también contribuyó como vocalista para la grabación de Ooops y Qmart, parte del álbum ex:El, de la banda 808 State, al mando de Graham Massey, colaboración que cultivó su interés en la música house. Mientras tanto, The Sugarcubes quedó en un periodo de inactividad.[cita requerida]
The Sugarcubes volvieron a reunirse en Nueva York junto al productor Paul Fox para preparar su álbum Stick Around For Joy, editado en febrero de 1992 y precedido por el sencillo Hit. Stick Around For Joy es el álbum más famoso con el cual Björk se daría a conocer definitivamente en la escena musical británica; sin embargo, a pesar del éxito alcanzado, las tensiones aumentaron entre Björk y Einar Örn y para finales de ese año, salió a la venta un álbum con remixes titulado It's-It, el último lanzamiento antes de que la banda se separase.[cita requerida]
Después de la separación de los Sugarcubes, Björk se mudó a Londres y comenzó a pensar cómo seguir con su carrera solista desde cero: «Decidí poner en marcha mi propio proyecto y, para eso, cada detalle tenía que ser perfecto. Como yo soy mi propia mánager y todo tiene que hacerse con mi nombre, era ridículo hacerlo desde Islandia. Siempre estaba con el teléfono y el fax. No es que vaya de perfeccionista, pero tener gente realmente profesional que te resuelva problemas te quita un peso importante de encima; te simplifica las cosas. Gente que sepa exactamente lo que hay que hacer. Muy buenos diseñadores gráficos, bajos, ingenieros de sonido..., allí puedes encontrar de todo».[cita requerida]
Con este fin, empezó a trabajar con el productor Nellee Hooper (ex Soul II Soul), quien ya había trabajado para Massive Attack, entre otros. De su colaboración surgió el primer éxito solista a nivel internacional de Björk: el hi-tech de Human Behaviour.[cita requerida]

### Debut como solista
Su primer álbum oficialmente solista se llamó Debut, lanzado en junio de 1993 y llamado así porque significaba el inicio de una nueva etapa, si bien ya había trabajado anteriormente como solista. Fue calificado como álbum del año por New Musical Express, y seguidamente llegó al disco de platino en los Estados Unidos.[cita requerida]
Los temas más comerciales de Debut fueron “Venus As A Boy” y “Violently Happy”, que posicionaron en el tercer puesto de ventas en el Reino Unido; y si bien la discográfica One Little Indian esperaba vender cerca de 20 000 ejemplares, terminaría alcanzando los 4.7 millones en todo el mundo, una cifra modesta en comparación con megaestrellas legendarias del rock, pero una cifra extraordinaria para un artista de la escena alternativa.[cita requerida]
Björk grabó luego la canción Play Dead, que formó parte de la banda sonora de la película The Young Americans; esta canción no estaba incluida en el lanzamiento original de Debut, pero sí apareció en las siguientes ediciones del disco.[cita requerida]
El 14 de febrero de 1994, en el Alexandra Palace londinense, recibió el Brit Award a la Mejor Cantante Femenina y al Mejor Artista Nuevo. Realizó una presentación junto a PJ Harvey interpretando a dúo “I Can't Get No Satisfaction” de los Rolling Stones, ante 12 millones de telespectadores.[cita requerida]
Para esas fechas salió un lanzamiento especial: The Best Mixes from the Album Debut for All the People Who Don't Buy White Labels, destinado principalmente a los fanáticos de la música dance. El lanzamiento incluyó seis reconstrucciones de piezas de Debut a cargo de Underworld, Endorphin, Sabres of Paradise, Black Dog y Springs Eternal.[cita requerida]
Hacia finales de 1994 logra una mayor popularidad gracias a una serie de presentaciones en MTV unplugged, al modelar ropa para el diseñador francés Gaultier; apareció también en la película Prêt-à-Porter y estuvo a cargo de la canción que da nombre al álbum Bedtime Stories, de Madonna. “Bed Time Story” fue escrita junto a Nellee Hooper y Marius De Vries, con la producción de Hooper y Madonna. Con un estilo intimista y acorde al estilo del álbum, que contrapone al anterior, Erotica, Björk realizó su colaboración a distancia sin acudir al estudio de grabación, pese a las insistentes peticiones de Madonna.[cita requerida]
También colaboró con el músico francés Hector Zazou para su álbum Chansons des Mers Froides con la canción “Vísur Vatnsenda-Rósu” y fundó la compañía Björk Overseas Ltd.[cita requerida]

### PostyTelegram
Para su siguiente álbum trabajó junto a Nellee Hooper, Tricky, Graham Massey y Howie B. Para 1995 ya estaba listo y se lanzó en junio con el nombre de Post, y llegó al puesto número dos en las listas de pop británicas, y también obtuvo el disco de platino en los Estados Unidos.[cita requerida]
Con este álbum, Björk mostró una mayor independencia artística de cualquier referencia del momento y planteado como un mensaje simbólico a Islandia. La portada de Post estuvo a cargo de Stéphane Sednaoui, con quien estaba unida sentimentalmente en esa época.[cita requerida]
Post contiene una serie de géneros muy variados: desde un jazz rabioso, como en “It's Oh So Quiet”, canción de Hans Lang y Bert Reisfeld, pasando por la introspección electrónica de “Headphones” y “You've Been Flirting Again”, algunas secuencias bailables y arreglos de cuerdas para canciones melódicas como “Isobel” a cargo del veterano Eumir Deodato, a quien admiraba por su trabajo con el brasileño Milton Nascimento en su disco Travessia, de 1967.[cita requerida]
Con la salida de Post surgieron dos incidentes legales: en primer lugar, Björk recibió fue demandada por DJ Scanner, quien denunció el uso ilícito de un sample en la canción “Possibly Maybe”, que procedía de su álbum Mass Observation. A consecuencia de ello, las primeras copias de Post se retiraron del mercado y se reemplazaron por copias corregidas, y el sello One Little Indian fue condenado a pagar 2.000 £ a Beechwood Music, representante de DJ Scanner, quien se resistió a seguir con la demanda propuesta por su discográfica. Al mismo tiempo, el compositor Simon Lovejoy, quien reclamaba los derechos del tema “Crying”, correspondiente a Debut, perdió finalmente el caso.[cita requerida]
Después del lanzamiento de Post, Björk emprendió una gira de más de un año de duración, comenzando en Europa y contando con la presencia de DJ Goldie como telonero. Durante las presentaciones dio a conocer un tema inédito: “I Go Humble”, que sería incluido en una de las versiones del sencillo de “Isobel”, y más tarde en la gira  reemplaza “I Go Humble” por otra canción que salió en discos piratas con el nombre de “I Dare You”, cuando en realidad corresponde a “Five Years”, que saldría en su próximo álbum de estudio.[cita requerida]
El 23 de noviembre de 1995 recibe, en París, el Premio a Mejor Cantante Femenina de MTV Europe. Las actuaciones continuaron, y presentó algunos temas inéditos, como “My Spine”, una versión diferente de “Hyper-ballad” con The Brodsky Quartet y la canción “Sweet Sweet Intuition”. En 1996, durante una gira por Asia, recibió el Brit Award por Mejor Artista Femenina Internacional.[cita requerida]
En enero de 1997 salió Telegram, el álbum menos comercial de todos, formado por remixes de canciones de Post y otras nuevas. En este álbum participaron la percusionista Evelyn Glennie, The Brodsky Quartet y Eumir Deodato para los arreglos de cuerdas, el rapero Rodney P, de London Posse, y el DJ finlandés Mika Vainio, Mark Bell de LFO, Outcast, Dillinja, Dobie y Graham Massey. Para complementar los remixes, Björk volvió al estudio para regrabar las partes vocales.[cita requerida]
“My Spine” fue coproducida por Björk y Evelynn Glennie, que junto a “Hyperballad” y “Isobel”, fue un acústico grabado en vivo. También compartió el remizado de "You've Been Flirting Again" con Markus Dravs.[cita requerida]
A propósito de Telegram, Björk definiría las remezclas (remixes) de la siguiente manera: “Mucha gente todavía cree que remezclar significa reciclar, un medio para que la compañía haga que una canción suene más radiable. Pero en la música siempre ha habido la tradición de hacer versiones de una misma canción. Como cuando Bach hizo sus fugas para órgano... y quiero puntualizar que no deseo compararme con Bach. Quizá estoy loca, pero no tanto”. Telegram tiene todos los elementos de Post exagerados: “es como el corazón de Post. Por eso es divertido llamarlo ‘álbum de remezclas’, porque es todo lo contrario. Es más rígido que Post; no trata de sonar bonito o agradable al oído. Es simplemente un disco que yo misma compraría”.[cita requerida]
El trabajo de arte de Telegram estuvo a cargo del fotógrafo japonés Nobuyoshi Araki.[cita requerida]

### Homogenic: electrónica experimental
En julio de 1997 participó en la segunda edición del Tibetan Freedom Concert, donde presentó cinco canciones nuevas: “All Neon Like”, “Jóga”, “Pluto” y “Hunter”, correspondientes a su futuro trabajo.[cita requerida]

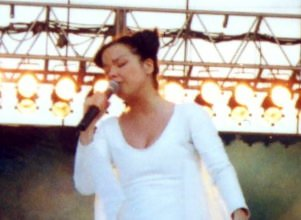
Björk en un concierto del tour "Homogenic", en 1998.

En septiembre de 1997 salió Homogenic, para el cual trabajó con Mark Bell, de LFO; Howie B, Eumir Deodato y el Icelandic String Octet ("Octeto de Cuerdas Islandés"), colaboración que recibió el disco de platino en los Estados Unidos y de la que se realizaron numerosos remixes.[cita requerida]
Homogenic se convirtió en su primer álbum conceptual y es visto como uno de los álbumes más experimentales y mejor logrados de la cantante, con numerosos beats que reflejan el paisaje de Islandia, sobre todo en "Jóga", que fusiona cuerdas estridentes con fuertes crujidos electrónicos.[cita requerida]
En Homogenic, como su título lo indica, las canciones son de un estilo similar, y el cuidado estético se manifiesta incluso en la portada, con fotografía de Nick Night y diseñada por Alexander McQueen: “El personaje que aparece en la portada representa a alguien que no quiere tener una vida fácil, y por eso fue lanzada a lo más profundo del océano”.[cita requerida]
Cargado emocionalmente, Homogenic incluye algunos videos memorables, como el de "Bacherolette", dirigido por Michel Gondry, su frecuente colaborador, y "All is Full of Love", dirigido por Chris Cunningham, y se convirtió en un éxito de la música alternativa en 1999.[cita requerida]
Con el tiempo, Homogenic ganó el disco de oro en Estados Unidos en el 2001 y de platino en el 2006.[cita requerida]
En España, grabó junto a Raimundo Amador, guitarrista flamenco, ex Pata Negra, la canción “So Broken”, incluida en una versión especial de dos CD solo para España.[cita requerida]

### Dancer in the DarkySelmasongs
El 30 de octubre de 1999 recibió el premio Bröstes al optimismo. Björk se convirtió así en la decimonovena persona en recibirlo y también en la última. El 1 de enero de 2000 durante las Celebraciones del Milenio representó a Islandia interpretando la canción “The Anchor Song” en Hallgrímskirkja, la catedral de Islandia, en una transmisión continua a nivel mundial.[cita requerida]
El 8 de febrero del 2000, el primer ministro de Islandia, Davíð Oddsson, informó en el Parlamento que Björk iba a recibir el usufructo de la isla de Elliðaey, porque, según Oddsson: "La cantante Björk ha hecho más para hacer popular a Islandia que la mayoría de los islandeses". Esta decisión generó cierta polémica entre los opositores a Oddsson debido, en parte, a que la cantante no tiene domicilio fiscal en Islandia y porque su trabajo artístico está, en su mayor parte, escrito en inglés.[cita requerida]

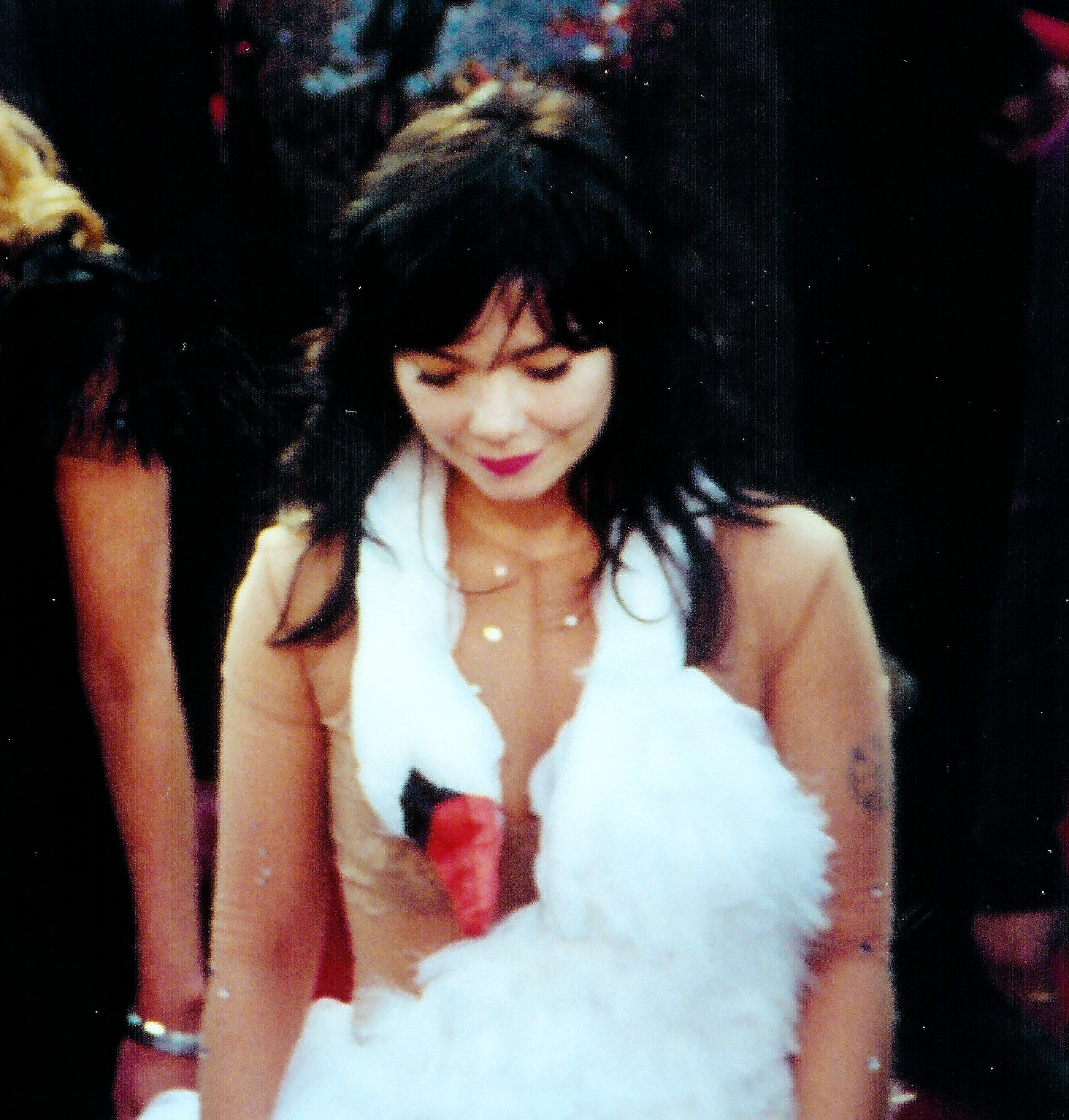
Björk con el vestido de cisne, en los Premios Óscar de 2001.

Si bien Björk ya había realizado incursiones en el cine en 1987 con The Juniper Tree, una película de habla inglesa en blanco y negro que se trataba de dos hermanas que tenían poderes sobrenaturales; en 1999 el director danés Lars von Trier le había pedido a Björk que escribiera y produjera la banda sonora de su próxima película Dancer in the Dark (Bailarina en la oscuridad), un musical dramático sobre una inmigrante checa llamada Selma Jezcova que trabaja arduamente en los Estados Unidos para poder pagarle una operación de los ojos a su hijo. Posteriormente von Trier le pide que participe además encarando el papel principal; viendo la oportunidad como un desafío único y ante la insistencia de von Trier, Björk aceptó la oferta. La filmación comenzó en 1999 y la película se estrenó en el 2000, en el 53° Festival de Cine de Cannes. Dancer in the Dark se llevó el premio a mejor película y Björk ganó la Palma de Oro a la mejor actriz. Si bien la película recibió buenas críticas a nivel mundial, Björk declaró que esa sería su última actuación.[cita requerida]
En septiembre de 2000 sale al mercado Selmasongs, la banda sonora de la película Dancer in the Dark, y en el 2001 es nominada al Oscar a Mejor Canción con "I've Seen It All", canción que en el álbum interpreta junto a Thom Yorke, el cantante de Radiohead. En la canción “Cvalda” tuvo la oportunidad de cantar junto a la actriz francesa Catherine Deneuve. Selmasongs tiene una orientación electrónica-clásica, con enarbolados finales orquestales como en “107 Steps” y “New World”.[cita requerida]

### Vespertine

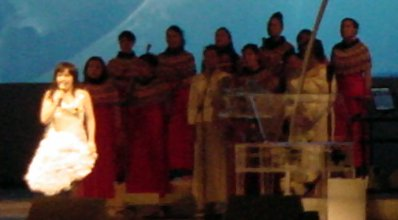
Björk cantando en el Radio City Music Hall, en 2001.

Para agosto de 2001 lanzó Vespertine, un álbum intimista con canciones más suaves acompañadas de coros. Vespertine logra en los Estados Unidos el disco de oro. Junto al lanzamiento también publicó un libro titulado Björk, un trabajo integrado por entrevistas y ensayos.[cita requerida]
En Vespertine se marca un estilo de mayor honestidad en término de recursos musicales: la voz en contraste con el arpa, clavicordios y cajas de música. A pesar de que los ritmos se construyeron sobre la base de equipos modernos, canciones como “Hidden Place”, “Cocoon” y “Pagan Poetry” están cargadas de emociones, complementadas con melodías y arreglos exquisitos.[cita requerida]
Después del lanzamiento del álbum, también en agosto, salió el primer sencillo: “Hidden Place”, cuyo videoclip fue dirigido por Inez & Vinoodh + M/M Paris.[cita requerida]
Como en los posteriores videos, en esta oportunidad los directores realizaron una filmación en primer plano y sin cortes de su cara sin maquillaje de donde salen fluidos desde los ojos, nariz y boca. El video fue seleccionado por muchos críticos como el mejor del 2001.[cita requerida]
El segundo sencillo fue “Pagan Poetry” y salió al mercado en noviembre del mismo año. En esta oportunidad, el videoclip correspondiente fue dirigido por Nick Knight.[cita requerida]
El video fue censurado en varias cadenas debido a los primeros planos de pezones y su torso desnudo; un recurso utilizado por Knight para exponer la sensualidad pocas veces manifestada en sus videos, como declararía más tarde en una entrevista.[cita requerida]
En “Pagan Poetry”, Björk recurre al uso de cajas de música, ya que las había coleccionado por mucho tiempo. A tal efecto, pidió a la compañía encargada de construirlas que hicieran cajas de fibra de vidrio transparente para darle un sonido más “duro”, como si estuviera congelado.[cita requerida]
En marzo del 2002, Cocoon fue el último sencillo en salir, y el video estuvo a cargo de la japonesa Eiko Ishioka.[cita requerida]

### Greatest Hits/Family Tree

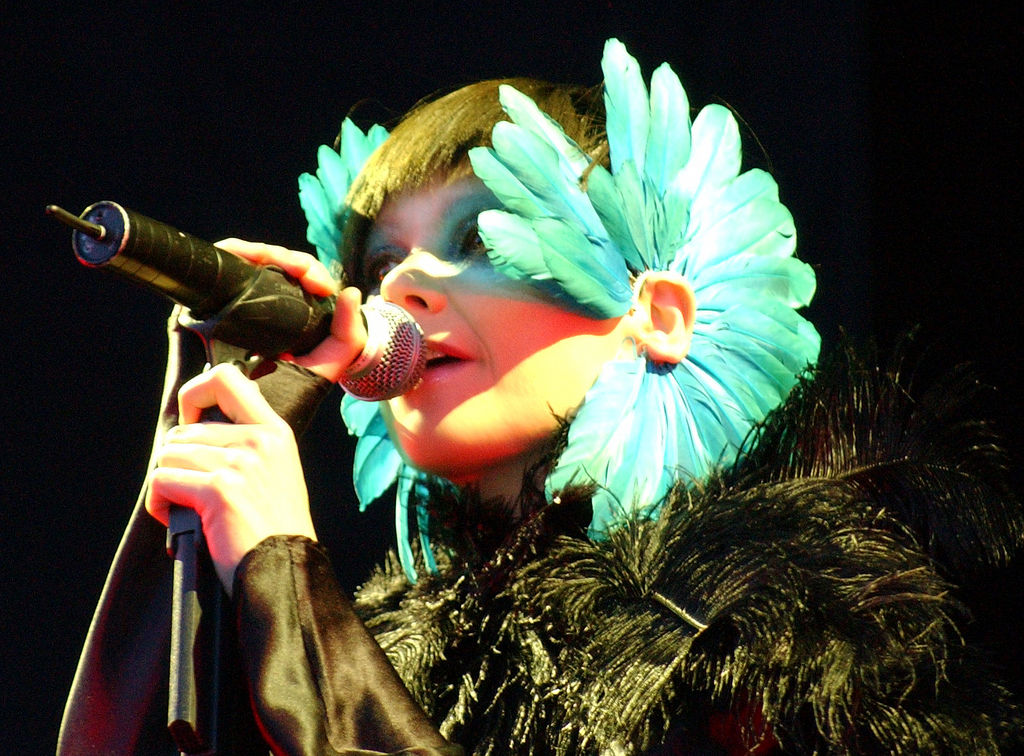
Björk, en 2003.

En el 2002 lanza Greatest Hits, un compilado con sus mejores canciones desde 1993 hasta 2003 en el que también se incluye la canción inédita: "It's In Our Hands". Para este álbum contó con la colaboración de su amiga, la artista Gabríela Friðriksdóttir, quien se hizo cargo del arte de tapa e incluyó un folleto con su trabajo artístico.[cita requerida]
El videoclip de "It's In Our Hands" estuvo dirigido por Spike Jonze. El video fue filmado con cámara infrarroja, donde la cantante aparece en una selva rodeada de insectos y plantas gigantes.[cita requerida]
Hacia finales del mismo año lanza Family Tree, una caja con seis discos compactos que reflejan su evolución con el tiempo. Family Tree contiene sus canciones favoritas, algunas canciones de Kukl y de los Sugarcubes, un disco con canciones interpretadas con instrumentos de cuerdas y también un folleto con las letras de las canciones seleccionadas por la cantante.[cita requerida]
Como en Greatest Hits, este trabajo contó con el arte de tapa de Gabriela Friðriksdóttir.[cita requerida]
El 13 de agosto del 2004 Björk apareció en la ceremonia de apertura de los Juegos Olímpicos de Atenas. Con una audiencia estimada en aproximadamente 3000 millones de televidentes en todo el mundo y ante 11 000 participantes reunidos alrededor del escenario principal, interpretó la canción “Oceanía”, que escribió especialmente para el evento y que está presente en su siguiente álbum, que saldría hacia finales de agosto: “Me siento increíblemente honrada al habérseme pedido que escribiera una canción y la cantase en los Juegos Olímpicos. La canción está escrita desde el punto de vista del océano que rodea toda la Tierra y observa a los humanos para ver cómo les está yendo después de millones de años de evolución. No ve fronteras, diferentes razas o religiones que siempre han estado en el centro de estos juegos”.[cita requerida]
Durante su interpretación, el vestido ondeante de la cantante cubrió a los atletas en una representación artística de las olas en el océano. Junto a la interpretación de “Oceanía” se proyectó en una pantalla gigante el videoclip correspondiente, el cual fue dirigido por Lynn Fox.[cita requerida]

### Medúlla
El 30 de agosto de 2004 salió el esperado Medúlla, un álbum aún más introspectivo que los trabajos anteriores, a pesar del enfoque técnico del uso de las capacidades vocales que le dan un estilo más natural. Para ello recurrió al uso de vocalistas y beats electrónicos en reemplazo de los instrumentos de música tradicionales.
Medúlla fue grabado en estudios de Inglaterra, Islandia, los Estados Unidos, Brasil y España.
Acompañando a Björk como vocalista se encuentran la cantante inuit Tanya Tagaq Gillis, Robert Wyatt, Mike Patton (exintegrante de Faith No More), Gregory Purnhagen, y coros islandeses y británicos.
La idea original había sido la de ponerle el nombre Ink (tinta, en inglés) en representación del aspecto de la sangre con el paso del tiempo, del espíritu oscuro y apasionado en contraposición a la civilización. Pero el nombre Medúlla, término latín para esencia, sustancia, lo principal de alguna cosa, lo más íntimo y profundo de algo, fue ideado por su amiga, la artista Gabríela Friðriksdóttir, con quien trabajara anteriormente para el trabajo de arte de Greatest Hits y Family Tree: “Se trata de ir a la esencia de algo. Y con este álbum íntegramente vocal, eso tiene sentido”.

Medúlla contiene arreglos corales tradicionales con la participación de Valgeir Sigurðsson del grupo Múm que estuvo a cargo de la programación y el viejo colaborador de Björk, Mark Bell.
La última canción en grabarse fue “Oceania”, la canción de los Juegos Olímpicos de Atenas 2004 que fue todo un desafío: para tal efecto recurrió a la ayuda de su amigo el poeta Sigurjón Birgir Sigurðsson (Sjón) quien se tomó el trabajo de tomar un curso acelerado de mitología griega en la Universidad de Reykjavík.
El 27 de septiembre, en Islande De Glace & De Feu en el Palais de la Découverte de París, se estrenó el video del sencillo “Who Is It” como parte de la apertura de la exhibición “Islande Terra Vivante”. El video fue dirigido por Dawn Shadworth y fue filmado en Hjörleifshöfði, Islandia.
El 18 de octubre el primer sencillo en salir es Who Is It, el cual apareció en tres versiones diferentes con la participación de la cantante Kelis para la canción “Oceanía” y el coro de campanas Bústaðakirkja, entre otros. Este fue seguido por "Triumph of a Heart", posicionándose en el lugar 31. Un video para un potencial tercer sencillo, "Where is the Line?", fue filmado con la artista islandesa Gabríela Fridriksdóttir a finales de 2004, y fue lanzado exclusivamente en el DVD Medúlla Videos.
Además de estas pocas presentaciones, no se arreglaron conciertos o tours para promover Medúlla. Björk dijo en diversas entrevistas que fue porque ella deseaba escribir y grabar otro álbum.

### Army of Mixes/Drawing Restraint 9
Después del desastroso tsunami que sacudió el Sureste de Asia a finales del 2004, Björk empezó a trabajar en un nuevo proyecto, "Army of Mixes". Este proyecto recurrió a fanes y músicos alrededor del mundo para hacer el cover o el remix del track de 1995, "Army of Me". Sobre más de 600 respuestas, Björk y su coescritor Graham Massey, escogieron las 20 canciones para aparecer en el álbum. El álbum fue lanzado en abril del 2005 en Reino Unido y en mayo en EU. Alcanzó el lugar 14 en las listas de álbumes dance en RU [2]. Por enero de 2006, el álbum ha recolectado alrededor de £250,000 para ayudar el trabajo de la UNICEF en la región del Sureste de Asia.
El 25 de julio de 2005 en RU y en agosto 23 en EU, Björk lanzó el álbum Drawing Restraint 9; la banda sonora del filme de su exnovio Matthew Barney que lleva el mismo nombre. Aquí, Björk explora los estilos de la música tradicional japonesa para complementar este filme experimental, donde dos amantes se convierten en ballenas. En el filme, también actúa Björk como la Huésped.
Björk remasterizó en sonido surround 5.1 sus 3 primeros álbumes de solista (Debut, Post, Homogenic) y sus dos álbumes de soundtrack (Selmasongs y Drawing Restraint 9) en un nuevo box-set llamado (____surrounded), lanzado el 27 de junio del 2006. Vespertine y Medulla también estaban disponibles en la caja pero como DVD-A y SACD.
En esta era, Björk ganó otra nominación de los premios BRIT como Mejor Artista Femenina Internacional. También, fue premiada con el prestigioso premio a la Inspiración en premios anuales de la revista Q en octubre de 2005, por significar una de las artistas pop más originales, atrevidas, innovativas e idiosincráticas de las últimas dos décadas. Este premio lo aceptó Robert Wyatt, con quién colaboró en la elaboración del álbum de Medúlla.
Los Sugarcubes se reunieron en un concierto de una sola noche en Reykjavik el 17 de noviembre de 2006. Las ganancias del concierto fueron donadas al sello discográfico original de los Sugarcubes, Smekkleysa SM, que de acuerdo con un comunicado de prensa de Björk "continúa un trabajo independiente para mejorar el futuro de la música islandesa".

### Volta

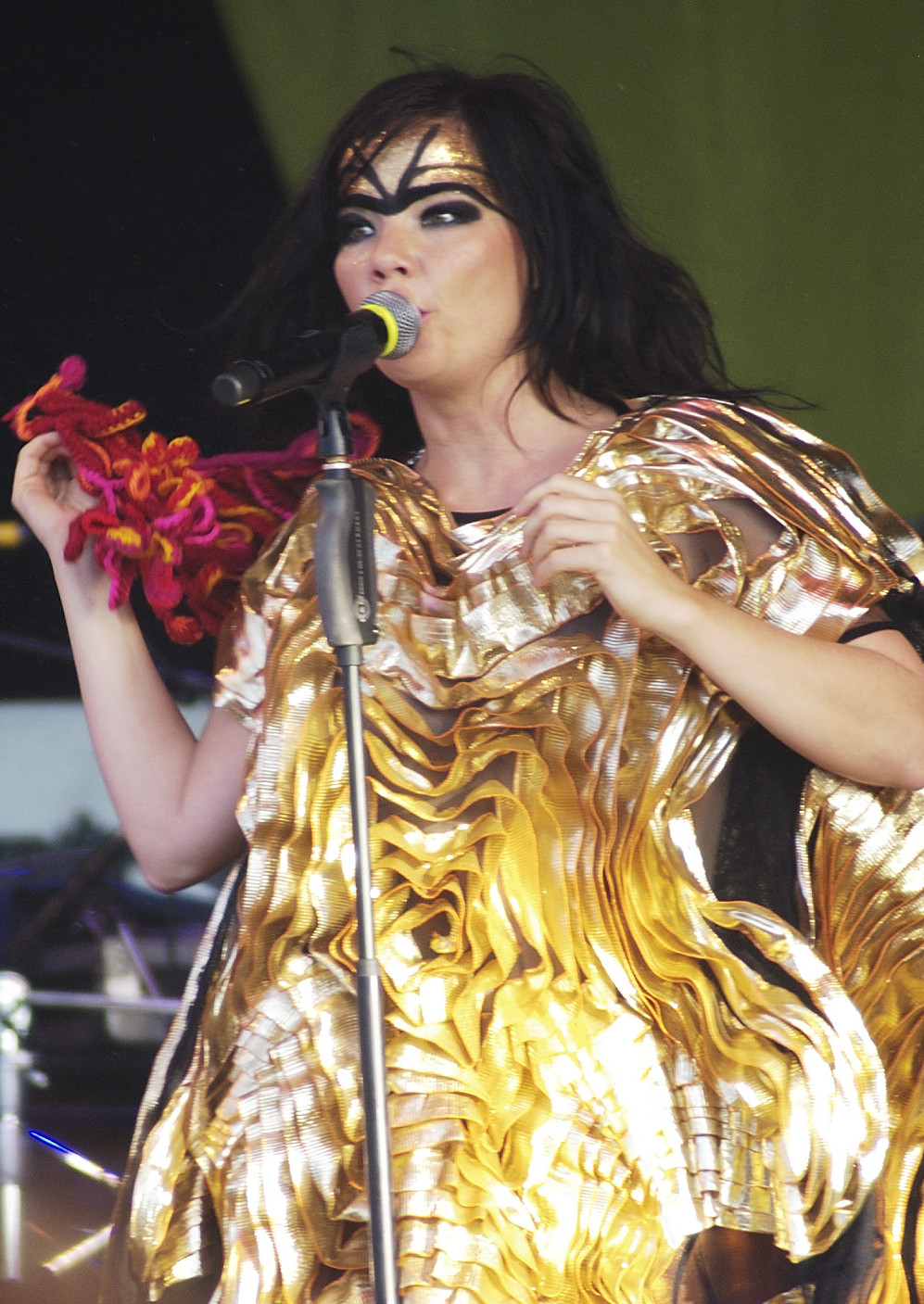
Björk durante el Volta Tour, enero de 2008.

El 7 de mayo del 2007 salió a la venta el sexto álbum de estudio llamado Volta, que es el sucesor de Medúlla. El disco está enteramente producido por la misma Björk y su colaborador permanente, Mark Bell; mientras que pidió la contribución al productor de rap y hip-hop Timbaland, quien coprodujo 3 de las 10 pistas que componen Volta.
En las colaboraciones también se encuentran Anohni (más conocida como cantante y líder de la banda Antony and the Johnsons), con quien hace un dueto en las canciones The Dull Fame of Desire y My Juvenile; Mark Bell (quien ha colaborado con Björk desde Homogenic), las baterías de Chris Corsano y Brian Chippendale (Lightning Bolt), los africanos Toumani Diabaté y Konono N.º 1 y también la prestigiosa Min Xiao-Fen tocará la pipa china en uno de los tracks. Asimismo, Bjork ha reunido en 'Volta' a su propia banda islandesa de mujeres trompetistas.
El primer sencillo se llama Earth Intruders con un vídeo dirigido por Michel Ocelot. El 28 de mayo de 2007 salió a la venta un EP con remezclas del tema.
Björk convocó a sus fanes para que participen en la elaboración de un vídeo para Innocence, cuya fecha de entrega terminó el 10 de junio. El tercer sencillo fue Declare Indepence, con un vídeo dirigido por Michel Gondry. El cuarto sencillo fue "Wanderlust" con impresionantes imágenes en 3D que nos sumergen en un viaje entre ríos y cataratas. Luego editó su último video de Volta para el tema "Dull Flame of Desire" en donde se mezclan imágenes realizadas por tres de sus fanes.
Para promocionar el lanzamiento de Volta, en contraste con Médulla, Björk hizo una gira de 18 meses que no había hecho desde Vespertine.
Se trata de un álbum mucho más comercial que los anteriores, tomando gran parte de la gira en festivales. Además, obtuvo el primer lugar en la lista Billboard, como álbum de electrónica.
Björk también ha participado en un disco tributo a la cantautora canadiense Joni Mitchell, donde colaboró grabando el track 'The Boho Dance', el cual tiene fecha de salida para abril del 2007.

### Biophilia (2011)

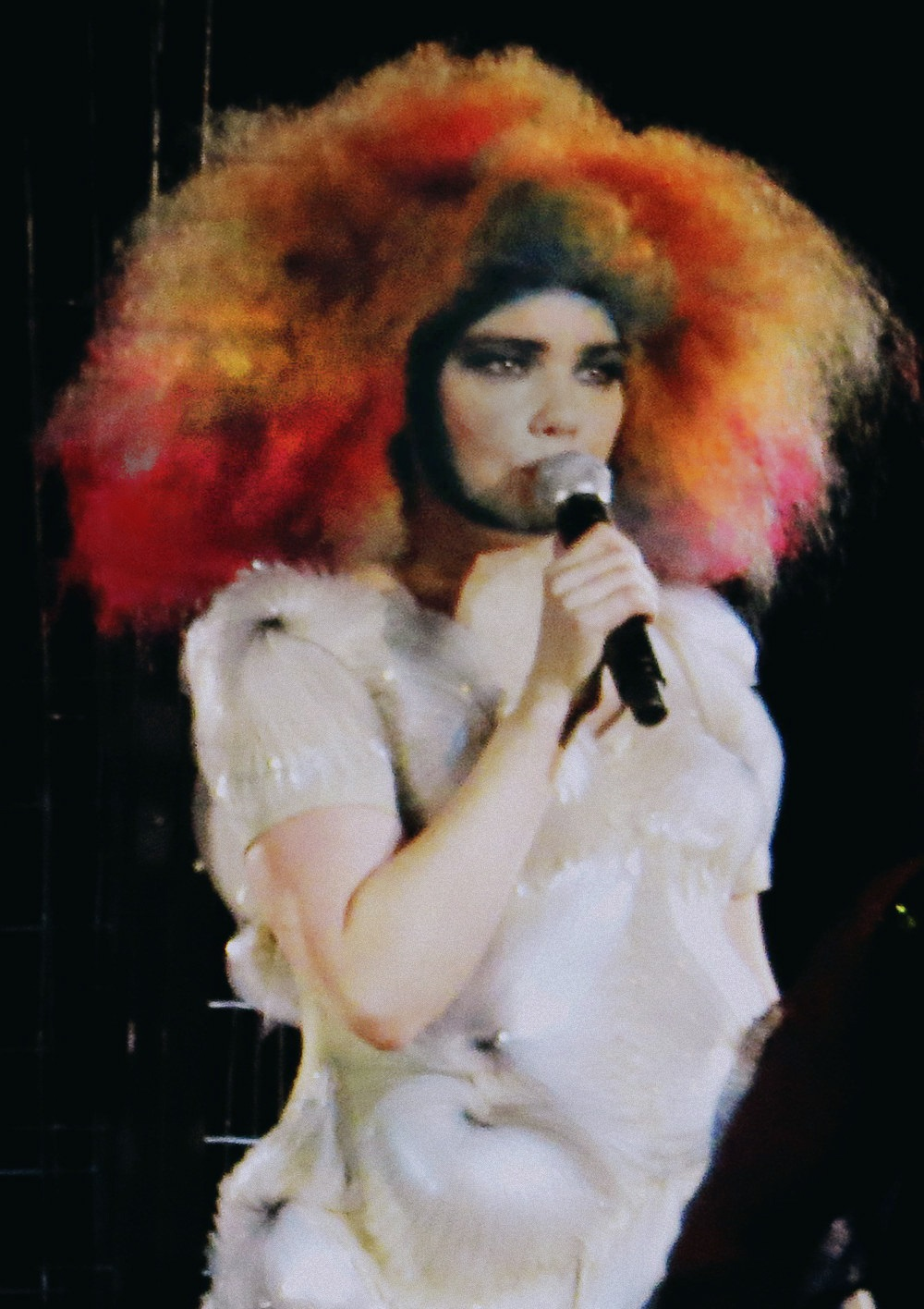
Björk en 2013.

Según la web zm.nu Björk estaría trabajando en su nuevo álbum,[actualizar] aunque no publica fecha ni otros datos si se hace eco de la colaboración para la banda sonora de un corto que homenajea al diseñador de moda Alexander McQueen quien ya trabajara con la cantante en su álbum Homogenic. El corto lleva por título «To Lee, With Love, Nick» la música está compuesta por Björk y una de las canciones, que ha sido titulada en internet con el nombre del corto, recuerda vagamente a Volta incluyendo una sección de viento que asemeja a «The Dull Flame of Desire»
En el 5 de octubre de 2011 Björk publica el que será su octavo álbum de estudio llamado Biophilia siendo este según dazeddigital.com «su mayor ambicioso proyecto hasta la fecha». El álbum fue parte de un proyecto que envolvió «su música, instalaciones y música en directo, y la celebración del uso de la tecnología moderna utilizando internet.»

### Vulnicura (2015)
El 13 de enero de 2015 la página oficial de Facebook de la cantante subió una imagen con los nombres de las canciones que conformarían parte de su octavo álbum de estudio que se titula Vulnicura con la colaboración de la productora venezolana Arca y John Flynn, Björk nuevamente en este trabajo como en muchos anteriores se desempeñó como escritora y productora de todas las canciones que conforman el álbum, el 18 de enero se filtró en la web, su próximo trabajo por lo que el equipo de la cantante decidió poner a la venta Vulnicura a nivel mundial por el sitio oficial de iTunes y Amazon, el 24 de enero se confirma que Stonemilker será el primer sencillo del álbum, teniendo su estreno en el museo de MoMA junto con un cortometraje realizado para el tema Black Lake.

### Utopía (2017)
Utopía es el noveno álbum de estudio de la cantante que fue principalmente producido por ella junto a la productora de música electrónica venezolana Arca. El álbum fue grabado entre 2016 y 2017 y lanzado en todas las plataformas digitales el 24 de noviembre de 2017 a través de One Little Indian Records.

### Oral (2023)
El 21 de noviembre del 2023, con la colaboración de la cantante española Rosalía, sale a la luz Oral. La canción formaba parte de una maqueta que Björk realizó para su álbum Homogenic (1997) que no llegó a producir por ser "demasiado pop". La finalidad de la canción es recaudar fondos para la organización Aegis, dedicada protege el salmón salvaje de Islandia, amenazado por las piscifactorías tanto de su país como de Noruega y por la alteración del mar debido al cambio climático.
El videoclip fue dirigido por Carlota Guerrero, quien también colaboró en visuales de Motomami, tercer álbum de Rosalía. Fue filmado en El Prat de Llobregat y aparecen las dos cantantes peleando en un espacio totalmente blanco. Para llevar a cabo el proyecto se utilizó la Inteligencia Artificial, ya que los rostros de las artistas fueron generados virtualmente y en las escenas de pelea se hace notable la desproporción entre la cara y el cuerpo de ambas.

## Voz
En varias ocasiones Björk ha sido catalogada como una de las voces más destacadas de la música contemporánea. El conteo de la cadena MTV "MTV'S 22 Greatest Voices in Music", catalogó a la islandesa como la octava voz más prodigiosa del entorno pop. Por su parte, diversos músicos también han hecho mención de sus cualidades vocales, entre estos Jared Leto, quien destaca la singularidad de su timbre y la extensión de su registro vocal; Amy Lee, señala la influencia vocal que Björk tuvo en ella; y el compositor clásico John Tavener la reconoce "más inteligente que la mayoría de los cantantes clásicos".
El crítico de música clásica del The New Yorker, Álex Ross, cuenta a Björk entre las voces más privilegiadas de esta época y en su libro "Listen to This", la equipara con Maria Callas. La organización National Public Radio incluyó a Björk en su especial "50 Great Voices", refiriéndose a su voz como «celestial».
En el sistema SATB, que sirve para catalogar las voces populares, Björk está clasificada como soprano, siendo evidente en algunas de sus canciones e improvisaciones, los sistemas de clasificación de bel canto no se muestran muy eficientes en cantantes populares, otorgándole un posible timbre de soprano dramática caracterizado por su timbre, su agilidad entre notas agudas y color metálico, evidenciados sobre todo en los últimos años con una madurez vocal posterior en los años 40. Su extensión, teniendo como referencia do3 central, abarca desde un Sol 2, registrado en la canción «Pneumonia» incluida en Volta—, a un la5 bemol, con la llamada «voz de cabeza» de la canción «Bath» —incluida en DR9. En muchas actuaciones en directo, Björk hace uso de técnicas como el Belt o el registro de silbido, consiguiendo notas de hasta más de una octava en relación a su nota más aguda, famosa entre las cantantes llamadas divas, como Yma Sumac, Minnie Riperton, Mariah Carey, Christina Aguilera y afines.
Otra de las características de las grabaciones y actuaciones en directo de la cantante y compositora es la existencia de improvisaciones melódicas que la misma cantante define como Gibberish —galimatías—, algo que consiste en extensiones de la melodía creadas con su voz, o en alargar palabras y sílabas sin que tenga coherencia con lo que está siendo cantado, es bastante común en cantantes de Blues, Soul, R&B y en estilos folclóricos.[cita requerida]

## Vida personal
El 20 de febrero de 1996, Björk apareció en los tabloides al agredir físicamente a Julie Kaufman, periodista de Thai TV, quien esperaba a la cantante después de habérsele negado una entrevista, en el Aeropuerto Internacional Don Muang de Bangkok. Björk declaró: "Uno lleva mucha presión encima, entonces exploté".[cita requerida]
Björk tiene un hijo, Sindri Eldon Þórsson, nacido el 8 de junio de 1986, con Þór Eldon, quien fue su compañero en la banda Sugarcubes. Sindri es periodista actualmente y toca el bajo en ciertas bandas actuales. El 4 de octubre de 2002 dio a luz por segunda vez, en esta ocasión a una niña de nombre Ísadóra, con quien fue su pareja, el realizador Matthew Barney, de quien se separó en 2013. Björk había salido anteriormente con el director y videoartista francés Stéphane Sednaoui.
Residió por un tiempo dentro de un barco en Nueva York, el cual servía, a la vez, de estudio de grabación.

### Intento de asesinato (Ricardo López)
Para septiembre de 1996, Ricardo López, un joven de 21 años residente en Miami de origen uruguayo, se filma a sí mismo mientras construye una bomba de ácido sulfúrico para matarla. López se encontraba deprimido porque había enviado a Björk cartas en repetidas ocasiones, pero nunca había obtenido respuesta y, además, decía en la filmación, no podía soportar que Björk saliera con un hombre negro (Goldie). La bomba fue enviada dentro de un libro, y en el paquete, López se hacía pasar por un ejecutivo de Elektra Records en el que le ofrecía un guion para una nueva película. Gracias al rastreo de Scotland Yard, el envío fue interceptado en las oficinas de correo de Londres poco antes de que saliera a destino.
López dejó registrado todo el proceso en más de veinte vídeos: desde la construcción de la bomba hasta el envío del paquete y su suicidio en cámara con un revólver calibre 38 que había comprado con aquel fin. Horrorizada por el acontecimiento, Björk se exilió en Andalucía (España), donde grabó la canción So Broken, inspirada en este incidente, y se separó de Goldie.

## Giras
- Debut Tour
- Post Tour
- Homogenic Tour
- Vespertine World Tour
- Greatest Hits Tour
- Volta Tour
- Biophilia Tour
- Vulnicura Tour
- Vulnicura Strings Tour
- Utopía Tour
- Cornucopia (2019)
- Björk Orkestral

## Discografía

### Álbumes de estudio
- 1993: Debut
- 1995: Post
- 1997: Homogenic
- 2000:   Selmasongs
- 2001: Vespertine
- 2002: " Family Tree "
- 2004: Medúlla
- 2007: Volta
- 2011: Biophilia
- 2015: Vulnicura
- 2017: Utopia
- 2022: Fossora

## Videografía
- 1990 - The Video (Polygram)
- 1992 - Á Guðs Vegum (Smekkleysa)
- 1992 - Murder and Killing in Hell (Windsong International Video)
- 2000 - Free Tibet (Ryko Distribution - primera edición en 1999, formato VHS)
- 2001 - MTV Unplugged / Live&Loud (One Little Indian)
- 2001 - Live in Cambridge (One Little Indian)
- 2001 - Live at Shepherd's Bush Empire (One Little Indian)
- 2002 - Live at the Royal Opera House (One Little Indian)
- 2002 - Greatest Hits - Volumen 1993-2003 (One Little Indian)
- 2002 - Volumen Plus (One Little Indian)
- 2003 - Vessel (One Little Indian)
- 2003 - Inside Björk (One Little Indian)
- 2003 - Live Zabor (One Little Indian)
- 2003 - Later with Jools Holland (One Little Indian)
- 2003 - Minuscule (One Little Indian)
- 2004 - The Sugarcubes - the DVD (One Little Indian)
- 2004 - The Sugarcubes - Live Zabor (One Little Indian)
- 2005 - Greatest Hits / DVD (Compilación de videos: Human Behaviour, I Miss You...) (One Little Indian)
- 2007 -  Volta (One Little Indian)
- 2009 - Voltaic - Live in Paris & Reykjavik (Boxset del disco Volta)
- 2011 - Moon (One Little Indian)
- 2011 - Crystalline (One Little Indian)
- 2012 - Hollow (One Little Indian)
- 2013 - Mutual Core (One Little Indian)
- 2015 - Lionsong (One Little Indian)
- 2015 - Stonemilker
- 2015 - Black Lake
- 2017 - The Gate
- 2022 - Atopos

## Televisión
- 1987 - Glerbrot personaje: María. (RUV TV)
- 2002 - Queer As Folk La canción Human Behaviour se utilizó para el final de la segunda temporada de la serie con temática gay Queer As Folk (Showtime)
- 2009 - FlashForward La canción It's oh so quiet se utilizó para el episodio número 4 de la primera temporada de la serie FlashForward
- 2015 - Björk - Documental del canal Arte sobre su vida.[32]

## Películas
- 1990 - The Juniper Tree, personaje: Margit. (Rhino Home Video)
- 1994 - Prêt-à-Porter, participación como modelo.
- 1994 - Léon, banda sonora («Venus As A Boy»)
- 1998 - X-Files, banda sonora («Hunter»)
- 2000 - Dancer in the Dark, personaje: Selma Jezkova. (Zentropa Entertainment)
- 2005 - Drawing Restraint 9. (Matthew Barney)
- 2007 - Anna and the Moods. (Sjón)
- 2011 - Sucker Punch, banda sonora.
- 2022 - The Northman, personaje: The Slav Witch.